# رمضان

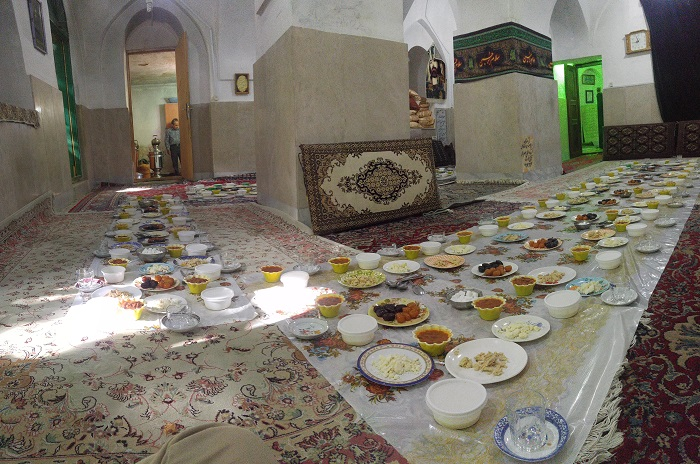
مراسم افطار

رَمَضان نهمین ماه در تقویم اسلامی است. مسلمانان این ماه را ماه روزه داری، نماز، مراقبه و حضور در جمع مؤمنان می‌دانند. مسلمانان معتقدند قرآن در این ماه بر محمد نازل شده‌است. در قرآن، مستقیماً به کسانی که ایمان آورده‌اند دستور داده شده که در این ماه روزه بگیرند. هر سال ماه رَمَضان از رویت هلال ماه آغاز و تا رویت هلال ماه دیگر به مدت بیست و نه تا سی روز ادامه دارد. روزه گرفتن از اذان صبح تا اذان مغرب، بر هر مسلمان مکلف که توانایی روزه گرفتن دارد و بیمار و مسافر نیست، واجب است.
به وعده غذایی که پیش از روزه در هنگام سحر می‌خورند سحری و به وعده‌ای که در هنگام غروب آفتاب روزه خود را با آن می‌گشایند؛ اِفطار گفته می‌شود.
در طول زمان روزه داری، مسلمانان غیر از خوردن و آشامیدن، از سیگار و قلیان کشیدن و انجام گناه نیز نهی شده و در عوض به نماز و قرآن خواندن و دعا کردن توصیه شده‌اند.
عید فطر  که پایان ماه رَمَضان و آغاز شوال، ماه قمری بعدی است، پس از رویت هلال ماه یا بعد از اتمام سی روز روزه در صورت عدم مشاهده ماه اعلام می‌شود.

## خاستگاه رمضان

### واژهٔ رَمَضان
رَمَضان مشتق از «رَمَض» به معنای شدّت حرارت، و حرارت سنگ، بر اثر شدّت حرارت خورشید آمده‌است. وبه معنای سوزانیدن است. به محمد منسوب است:
ماه رمضان به این نام خوانده شده‌است، زیرا گناهان را می‌سوزاند.
همچنین گفته شده که از «حرّ» گرفته شده که به معنای برگشت از بادیه به شهر می‌باشد. بنابر این وقتی گفته می‌شود، ارْتِمَاضاً [رمض‏] من الحزن؛ یعنی باطن آن مرد از غم و اندوه سوخت، یا وقتی گفته می‌شود، ارْتِمَاضاً [رمض‏] لِفُلان؛ یعنی برای فلانی اندوهگین شد، و همچنین وقتی گفته می‌شود، ارْتِمَاضاً [رمضتْ کبدُهُ؛ یعنی کبد او تباه شد؛ مثل این که گونه‌ای بیماری آن را می‌سوزاند.

### اهمیت رمضان
این ماه به عنوان خجسته‌ترین و بهترین ماه در اسلام شناخته می‌شود. مسلمانان از این ماه به عنوان ماه میهمانی خدا نیز نام می‌برند.

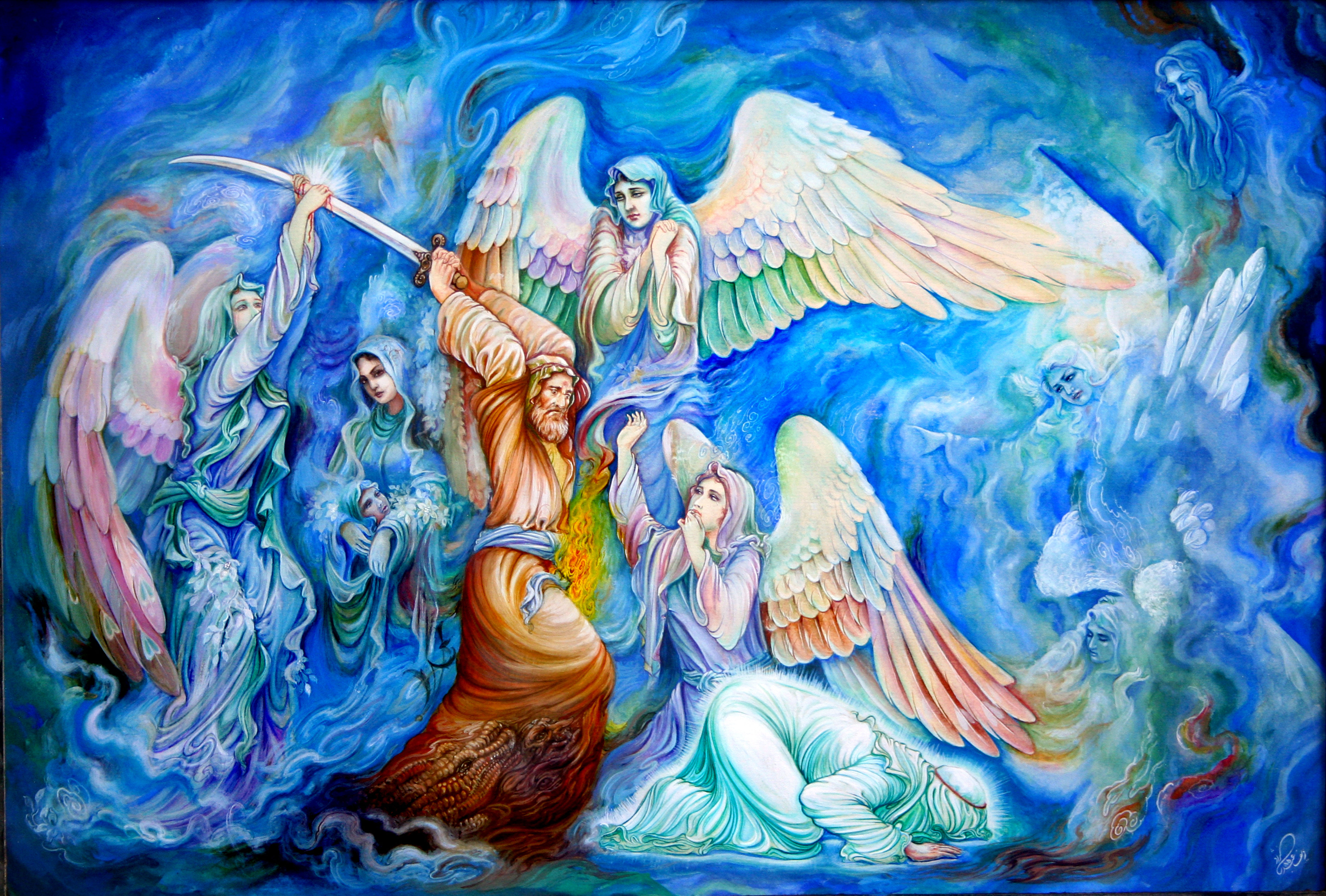
تابلوی نقاشی کشته شدن علی بن ابی طالب

رمضان یکی از چهار ماهی است که الله جنگ را در آن حرام کرده‌است. (مگر جنبه دفاع داشته باشد)
مسلمانان اعتقاد دارند در این ماه کتاب‌های قرآن‏، انجیل، تورات، صحف و زبور نازل شده‌است.
مسلمانان «شب قدر» را مهم‌ترین شب سال می‌باشد، یکی از سوره‌های قرآن بنام سوره قدر به توصیف این شب پرداخته‌است ولی در قرآن به‌طور صریح به شماره شب آن در ماه رمضان اشاره نشده‌است.
در شب ۱۹ این ماه علی به دست یکی از خوارج یعنی ابن ملجم مرادی زخمی شد و بعد از سه شب در ۲۱ رمضان در گذشت.

## اعمال ماه رمضان

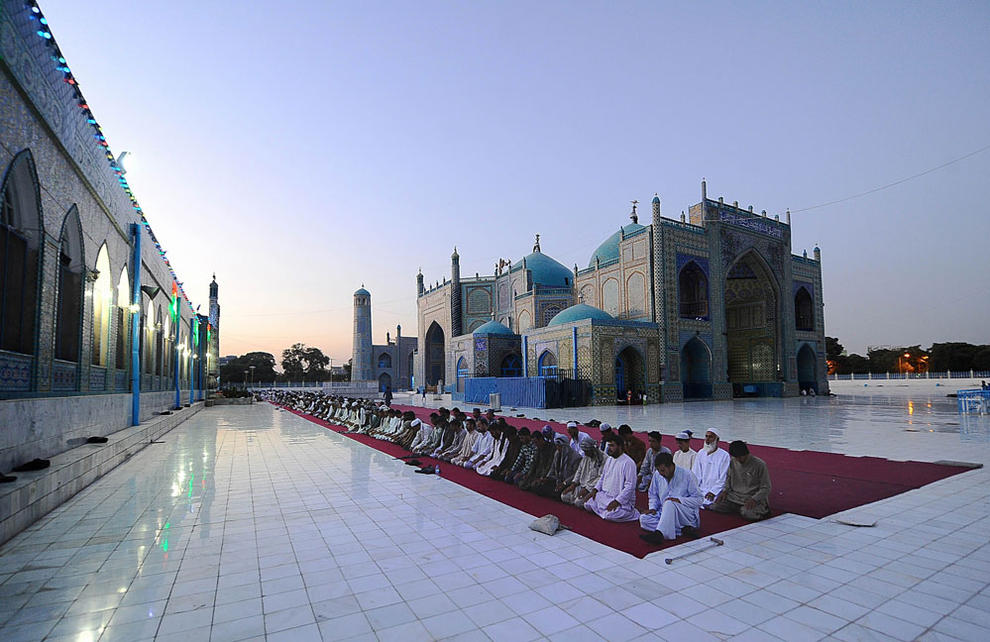
نماز جماعت در مسجد کبود، مزارشریف

### روزه
مهم‌ترین اعمال این ماه، روزه داری است. روزه داران از اذان صبح تا اذان مغرب از خوردن و آشامیدن خودداری می‌کنند البته لزومی ندارد افراد بیمار روزه بگیرند. برخی اعمال روزه داری در قرآن طی آیه‌های ۱۸۳ الی ۱۸۸ سوره بقره اشاره شده‌است.

### تلاوت قرآن

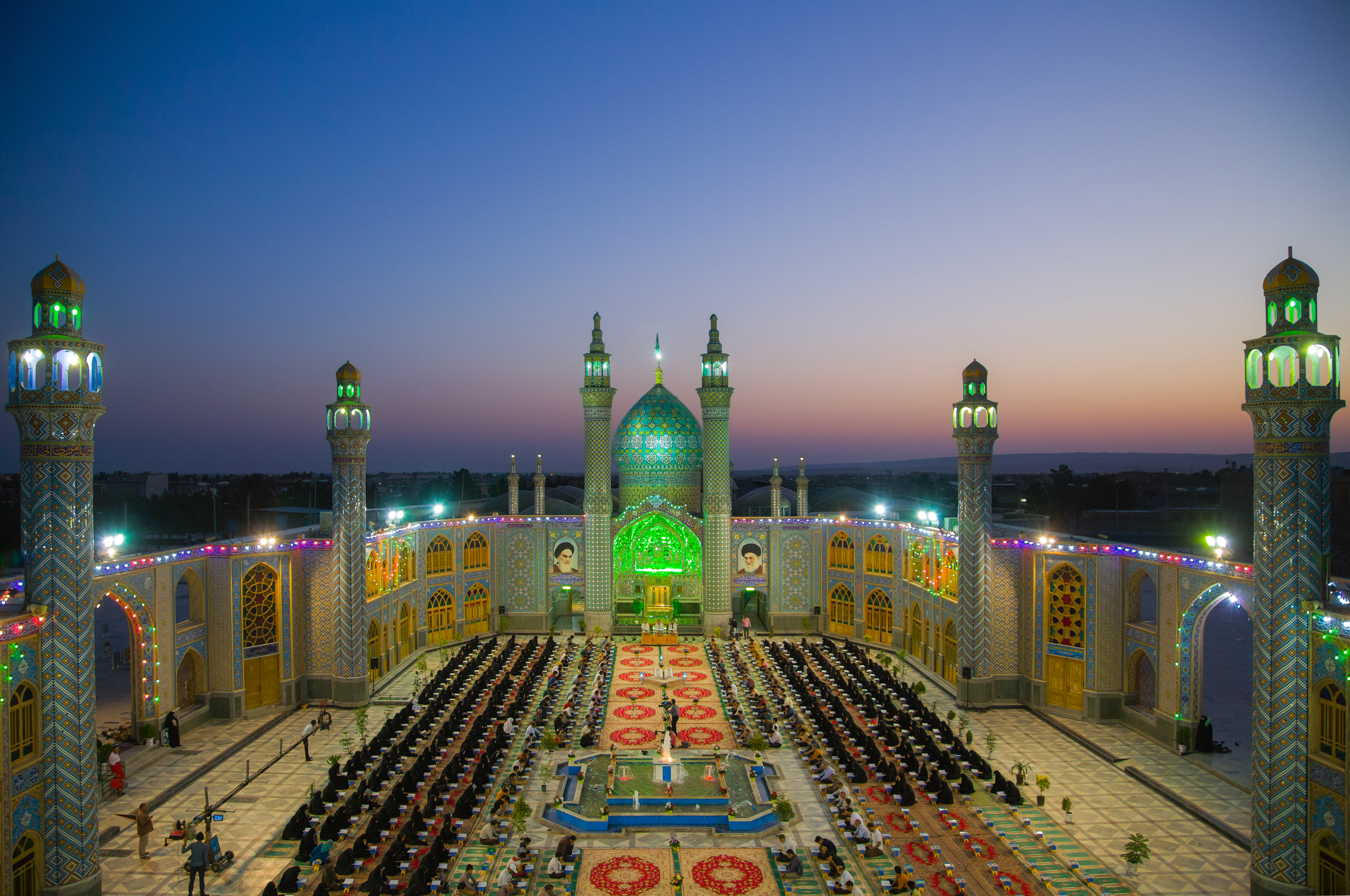
مراسم جزءخوانی قرآن ماه رمضان در حرم محمد هلال بن علی، آران و بیدگل - جلسات جزءخوانی قرآن رمضان در ایران، هر ساله در روزهای ماه رمضان در مساجد، اماکن زیارتی و جلسات خانگی برگزار می‌شود.

مسلمانان معتقدند که در ماه رمضان سزاواراست، قرآن را بخوانند.
روایت اول: در کتاب بحارالانوار از جعفرصادق و او از محمد روایت کرده‌است که گفته‌است: «ماه رمضان ماه خدای عزوجل می‌باشد، و آن ماهی است که خداوند کارهای نیک را در آن دو چندان کند و بدی‌ها را در آن محو سازد، ماه برکت، و ماه انابه و بازگشت، و ماه توبه و ماه آمرزش و ماه آزادی از آتش دوزخ، و کامیاب شدن به بهشت است.
هان که در این ماه از هر حرامی خودداری کنید، و تلاوت قرآن را زیاد کنید؛ و حاجات خود را بخواهید، و به یاد پروردگارتان سرگرم باشید، و ماه رمضان نزد شما نباید همانند ماه‌های دیگر باشد، چرا که برای این ماه در پیشگاه خداوند حرمت و برتری بر دیگر ماه‌ها است، و نباید در ماه رمضان روز روزه شما مانند روز غیر روزه شما باشد.»

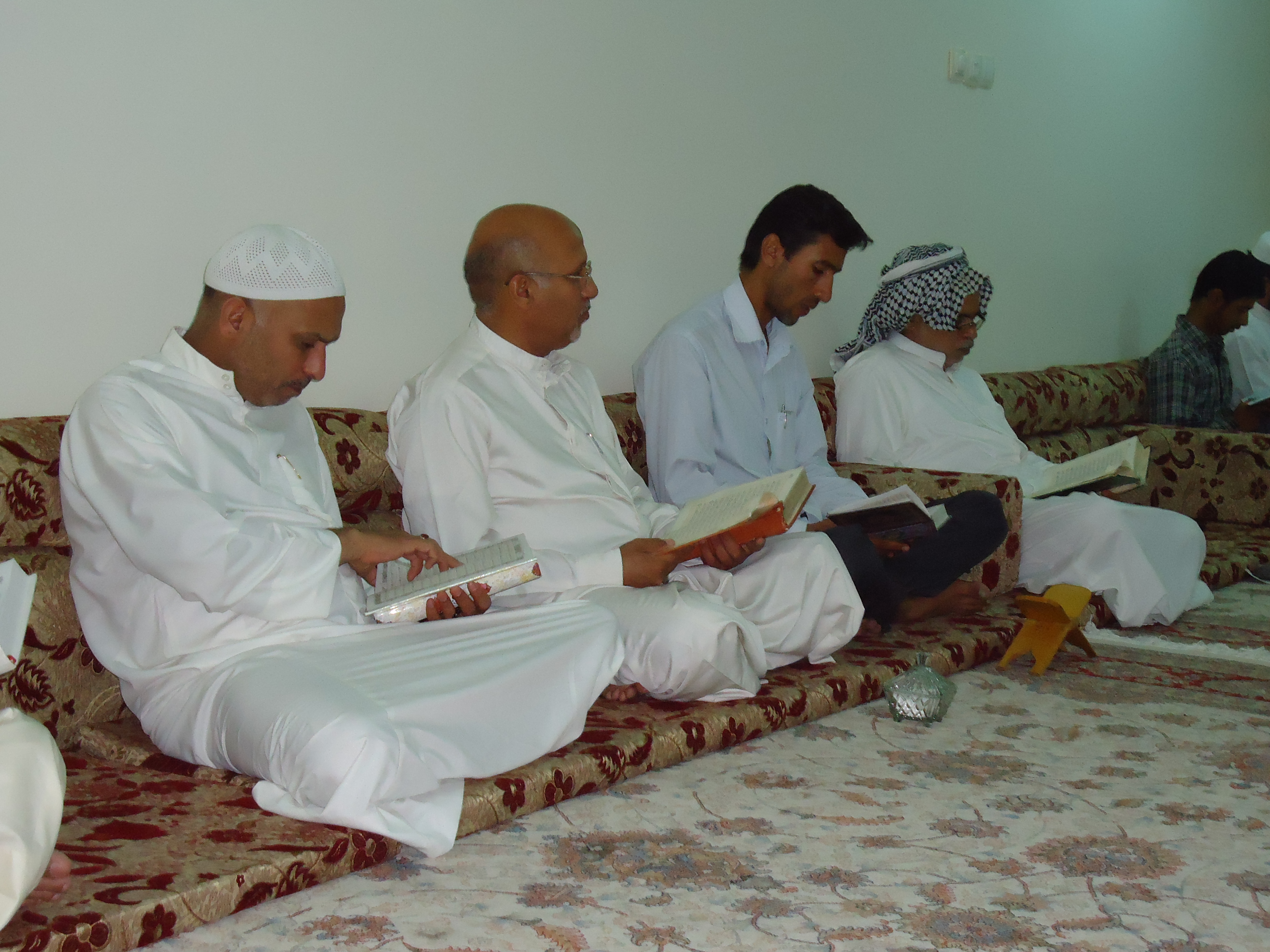
جلسه ختم قرآن در اهواز

روایت دوم: و از علی بن موسی الرّضا روایت کرده که گفته‌است: «نیکی‌ها در ماه رمضان پذیرفته، و بدیها در آن آمرزیده‌است، کسی که در ماه رمضان آیه‌ای از کتاب خداوند بخواند همانند کسی است که در ماه‌های دیگر قرآن را ختم کرده و کسی که در این ماه در روی برادر ایمانی خود بخندد (و او را خوشحال کند) در روز قیامت او را دیدار نکند جز آنکه در روی او بخندد (و او را خوشحال کند) و به بهشت مژده‌اش دهد، و کسی که در این ماه به مؤمنی کمک می‌کند، خدای تعالی در هنگام عبور بر صراط کمکش کند در آن روزی که گام‌ها بلغزد، و کسی که خشمش را در این ماه نگهدارد خداوند خشمش را در روز قیامت از او بازدارد؛ و کسی که درمانده اندوهگینی را دستگیری و نجات دهد، خداوند در روز قیامت او را از هراس بزرگ آن روز در امان دارد، و کسی که ستمدیده‌ای را در این ماه یاری کند، خدایش در دنیا بر دشمنانش یاری دهد، و در روز قیامت نیز هنگام حساب و در کنار میزان یاریش کند. ماه رمضان ماه برکت، ماه رحمت، ماه مغفرت، ماه توبه و ماه انابه و بازگشت به درگاه الهی است، کسی که در ماه رمضان آمرزیده نشود در چه ماهی می‌خواهد آمرزیده شود؟ از خدا بخواهید در این ماه روزه‌تان را بپذیرد، و آخرین سال عمر شما قرار ندهد، و توفیق اطاعت خود را به شما دهد، و از نافرمانیش شما را نگهدارد، که براستی خداوند بهترین کسی است که از او درخواست کنند.»

روایت سوم: شیخ صدوق در کتاب معانی الاخبار و آمالی به سندش از جعفر صادق روایت کرده که گفته‌است: «هر چیزی را بهاری است و بهار قرآن ماه رمضان است .»

روایت چهارم: و از مجالس شیخ از جعفر صادق روایت شده که گفته‌است: «براستی که در کتاب خدا ماه‌ها نزد خدا دوازده ماه است. روزی که خداوند آسمانها و زمین را آفرید، پس نور و روشنی ماه‌ها ماه رمضان است، و قلب ماه رمضان شب قدر است، و قرآن در شب اول ماه رمضان نازل گشته، پس با قرآن از این ماه استقبال کن .»

## رمضان در قرآن
سوره بقره آیه ۱۸۵: ماه رمضان، ماهی است که قرآن در آن نازل شده‌است. (قرآن کتابی است که) هدایتگر مردم همراه با دلائل روشنِ هدایت و وسیله تشخیص حق از باطل است، پس هر کس از شما که این ماه را دریابد، باید روزه بگیرد؛ و آنکس که بیمار یا در سفر باشد، روزهای دیگری را به همان تعداد روزه بگیرد. خداوند برای شما آسانی می‌خواهد و برای شما دشواری نمی‌خواهد (این قضای روزه) برای آن است که شماره مقرر روزها را تکمیل کنید و خدا را بر اینکه شما را هدایت کرده، به بزرگی یاد کنید، باشد که شکرگزار گردید.

## گرگیعان
گرگیعان یا قرقیعان نام یک آیین سنتی رایج بین عرب‌های خوزستان، استان هرمزگان، عراق، بحرین، کویت، و شرق عربستان (احساء و قطیف) و امارات متحده عربی است که در شهریور ماه ۱۳۹۵ به عنوان میراث معنوی مردم عرب ایران به ثبت ملی رسید. این آیین که ریشه‌ای تاریخی دارد در نیمهٔ ماه رمضان در مناطق عرب‌نشین توسط کودکان اجرا می‌شود. برای ریشه این مراسم روایات مختلفی ذکر شده اما برجسته‌ترین آن، به مناسبت میلاد حسن بن علی امام دوم شیعیان ذکر شده‌است. این آئین در همه ساله در بسیاری از شهرهای ایران برگزار می‌شود اما به صورت رسمی تاکنون دو بار در بخش جنبی نمایشگاه قرآن در موزه هنرهای معاصر اهواز به صورت نمادین برگزار شده است.

### شیوهٔ اجرا

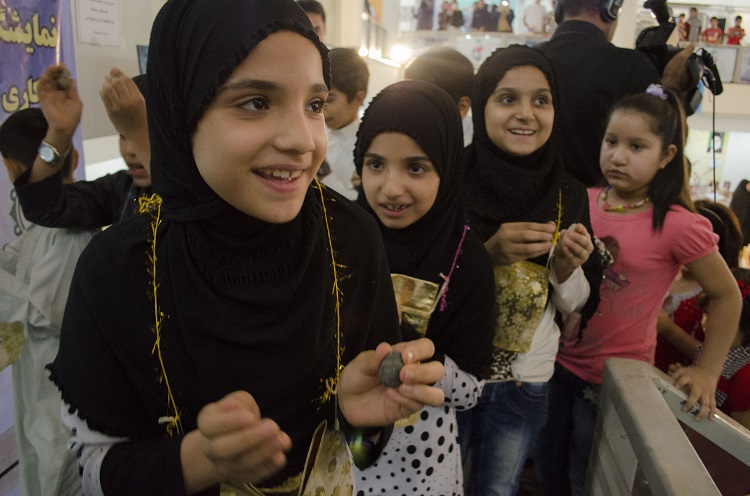
گرگیعان در موزه هنرهای معاصر اهواز

در شب پانزدهم ماه رمضان، بچه‌های کوچک عرب خوزستان پس از افطار، لباس‌های محلی خود را پوشیده، پسران دشداشه پوشیده و دختران چادر عربی بر سر
می‌کنند و با شور و شعف به کوچه پس‌کوچه‌های شهرها و روستاهای عرب‌نشین می‌روند و با آویختن کیسه‌هایی از پیش تهیه شده بر گردن، برای جمع‌آوری عیدی و شیرینی ماه رمضان به در خانه‌ها می‌روند.

## رمضان در احادیث

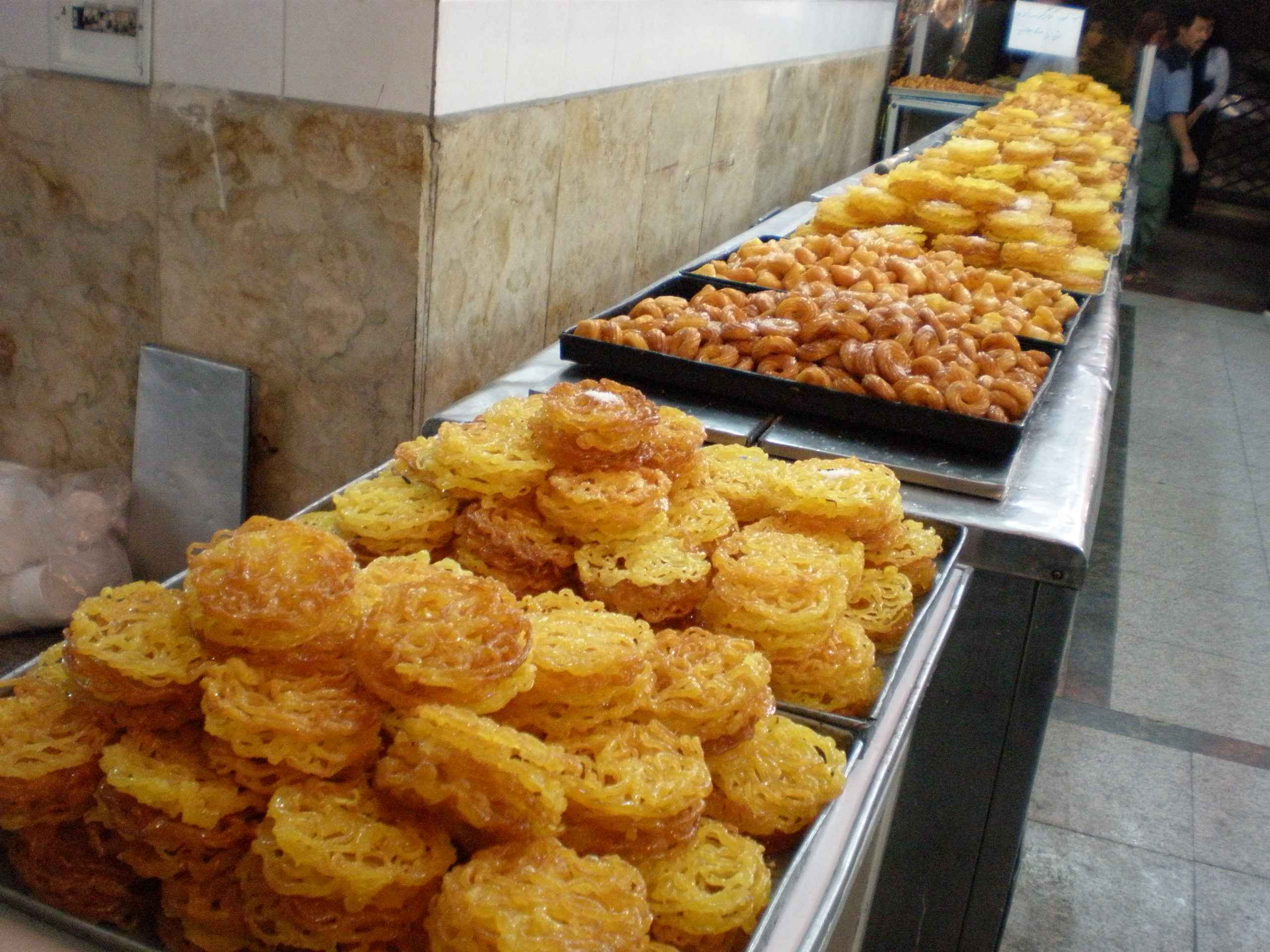
زولبیا و بامیه از شیرینی‌جات مخصوص ایرانیان است که در ماه رمضان تهیه می‌شود.

ماه رمضان، ماه خداست و آن ماهی است که خداوند در آن حسنات را می‌افزاید و گناهان را پاک می‌کند و آن ماه برکت است.
هر کس یک روز ماه رمضان را (بدون عذر)، بخورد - روح ایمان از او جدا می‌شود.
رمضان ماه خدا و شعبان ماه رسول خدا و رجب ماه من است.
رمضان ماهی است که ابتدایش رحمت است و میانه اش مغفرت و پایانش آزادی از آتش جهنم.
درهای آسمان در اولین شب ماه رمضان گشوده می‌شود و تا آخرین شب آن بسته نخواهد شد.
اگر بنده «خدا» می‌دانست که در ماه رمضان چیست «چه برکتی وجود دارد» دوست می‌داشت که تمام سال، رمضان باشد.
هرچیز بهاری دارد و بهار قرآن ماه رمضان است.

## رویدادهای اسلامی در رمضان
بنا بر اعتقاد مسلمانان، رویدادهای زیر در ماه رمضان رخ داده‌اند.
- نزول قرآن
- مبعث
- ولادت حسن مجتبی
- کشته‌شدن علی بن ابی‌طالب
- شب‌های قدر